# Eisgarn

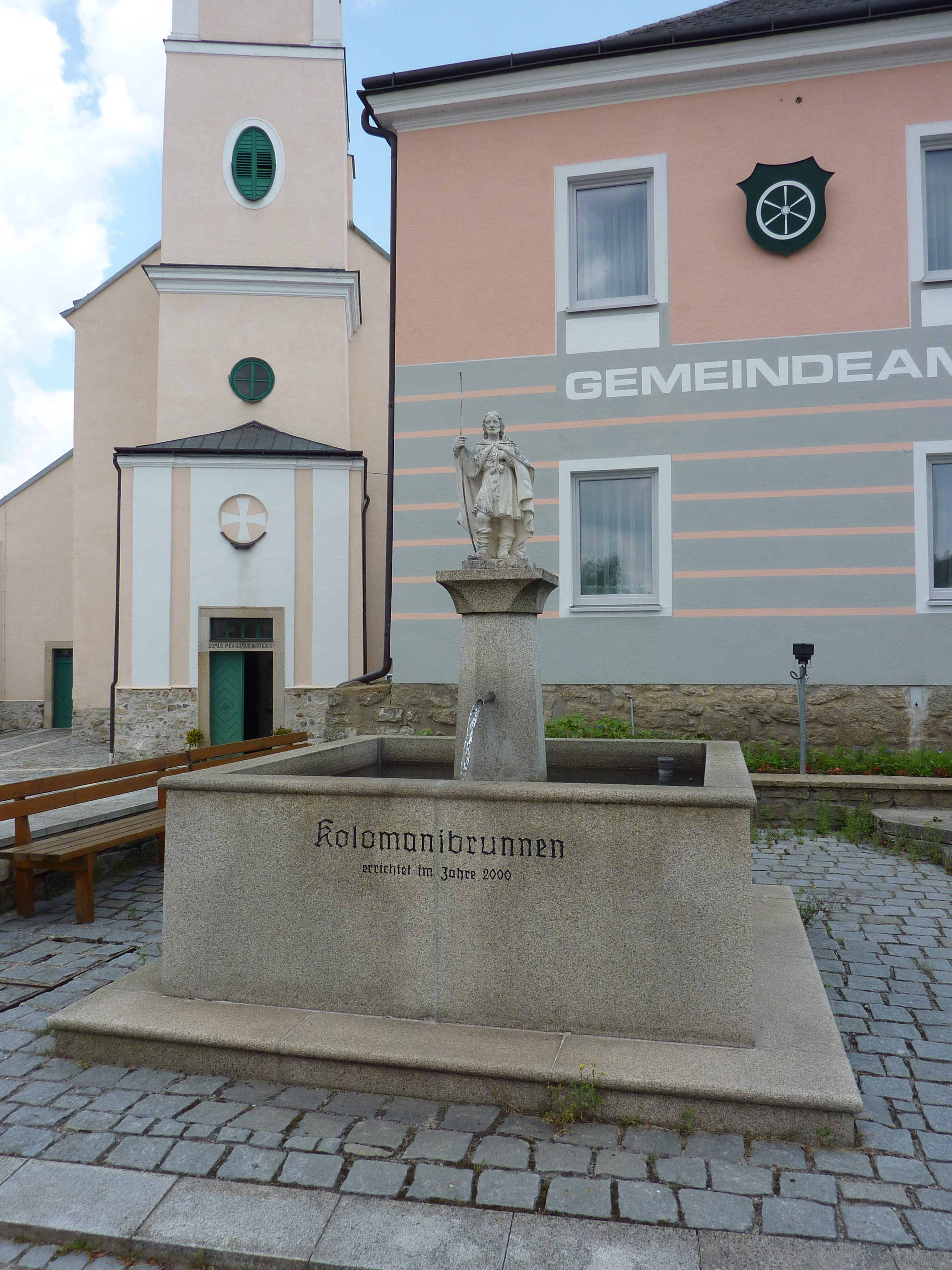

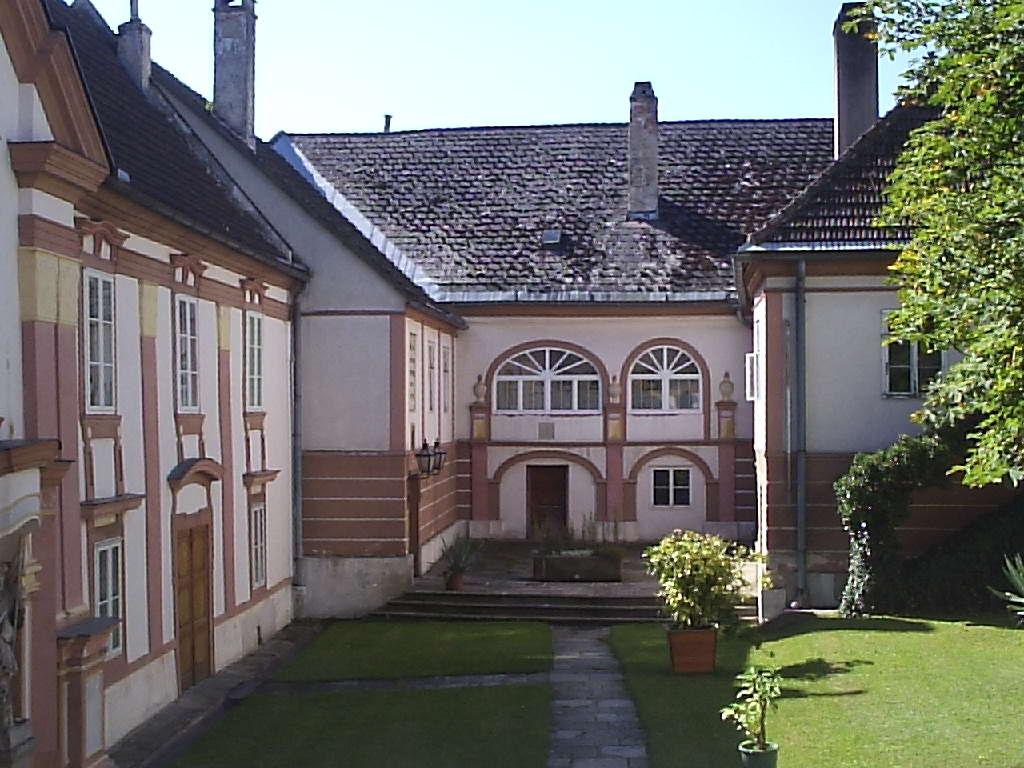

Eisgarn je městys v rakouské spolkové zemi Dolní Rakousy, v okrese Gmünd.
K 1. lednu 2014 zde žilo 682 obyvatel.

## Historie
Obec byla založena za dynastie Babenberků. Název obce pochází ze slovanského „izgorje“ a
znamená „vypálené místo“. V psaných pramenech byla obec Eisgarn poprvé zmíněna v roce 1294 za
vlády Habsburků.
Johann von Klingenberg z Litschau založil mezi lety 1314 a 1346 u stávající kapličky sv. Marie kolegiátu
pro jednoho probošta a tři až pět kněží. První známý probošt obce Eisgarn byl probošt Konrád.
Klášterní kostel v Eisgarn je 34 m dlouhý, 17 m široký a 11 m vysoký. Má tři gotické lodě a je zasvěcen
Nanebevzetí Panny Marie.
Roku 1930 Eisgarn získal práva tržní obce.
Roku 1998 proběhla renovace interiéru kostela a o dva roky později, roku 2000, následovala
rekonstrukce jeho exteriéru.

## Členění obce
Městys má čtyři části:
- Eisgarn
- Großradischen
- Wielings
- Kleinradischen.